# 諸大圭
諸大圭（1526年—1583年），字信夫，初號紫橋，改號曙海，浙江紹興府餘姚縣人，匠籍，明朝政治人物，嘉靖壬子解元，萬曆丁丑進士。

## 生平
嘉靖三十一年（1552年）壬子科浙江鄉試第一名。萬曆五年（1577年）丁丑科會試第四十六名，第二甲第四十一名進士。官工部营缮司主事。萬曆十一年卒，年五十八。

## 家族
曾祖父諸諫，舉人，曾任教諭；祖父諸絢，弘治乙丑進士，曾任刑部主事；父親諸應第。母范氏。兄诸大川、诸大伦（兵科给事中）、諸大木（知县）。弟大交、大陞。子诸士彦。